# Magnus Carlsen Chess Tour Finals
Magnus Carlsen Tour Finals benefeiting Kiva és el nom de la gran final del Magnus Carlsen Chess Tour de 2020, circuit de tornejos d'escacs en línia organitzat pel campió del món Magnus Carlsen i el lloc web Chess.24 durant la pandèmia per coronavirus d'aquell any. Va tindre lloc del 9 al 20 d'agost del 2020. A més de Carlsen mateix, hi participaren Daniïl Dúbov (guanyador del Lindores Abbey Rapid Challenge), i Ding Liren i Hikaru Nakamura (classificats per puntuació). En una final extremadament igualada contra Nakamura, Carlsen va guanyar la decisiva setena i última mànega de la Gran Final a l'armageddon, proclamant-se guanyador del Tour.

## Modalitat
Sistema eliminatori. Cada enfrontament es juga al millor de cinc mànegues en les semifinals i al millor de set en la final. Cadascuna consta de quatre jocs semirràpids (15+10s) seguits, en cas d'empatar 2:2, de dos jocs ràpids (5+3s). Si després d'això els jugadors encara estan empatats, es juga un armageddon (5 minuts per a les blanques i 4 per a les negres, però les negres guanyen si s'arriba a taules. No hi ha possibilitat d'oferir taules abans de la jugada 40.

## Resultats
|  | Semifinals (9-13 d'agost) | Semifinals (9-13 d'agost) |   |  | Finals (14-20 d'agost) | Finals (14-20 d'agost) |  |
|  |                           |                           |   |  |                        |                        |  |
|  |                           |                           |   |  |                        |                        |  |
|  | M. Carlsen                | 3                         |   |  |                        |                        |  |
|  | Ding L.                   | 1                         |   |  |                        |                        |  |
|  |                           |                           |   |  |                        |                        |  |
|  |                           |                           |   |  |                        |                        |  |
|  |                           |                           |   |  | M. Carlsen             | 4                      |  |
|  |                           | H. Nakamura               | 3 |  |                        |                        |  |
|  |                           |                           |   |  |                        |                        |  |
|  |                           |                           |   |  |                        |                        |  |
|  |                           |                           |   |  |                        |                        |  |
|  |                           |                           |   |  |                        |                        |  |
|  | D. Dúbov                  | 0                         |   |  |                        |                        |  |
|  | H. Nakamura               | 3                         |   |  |                        |                        |  |